# Cyathea ledermannii
Espèce
Cyathea ledermannii est une espèce de plantes de la famille des Cyatheaceae.
Son épithète spécifique rend hommage au botaniste Carl Ludwig Ledermann.

## Liste des variétés
Selon Catalogue of Life (26 août 2017) :
- variété Cyathea ledermannii var. quadripinnata